# 오카강

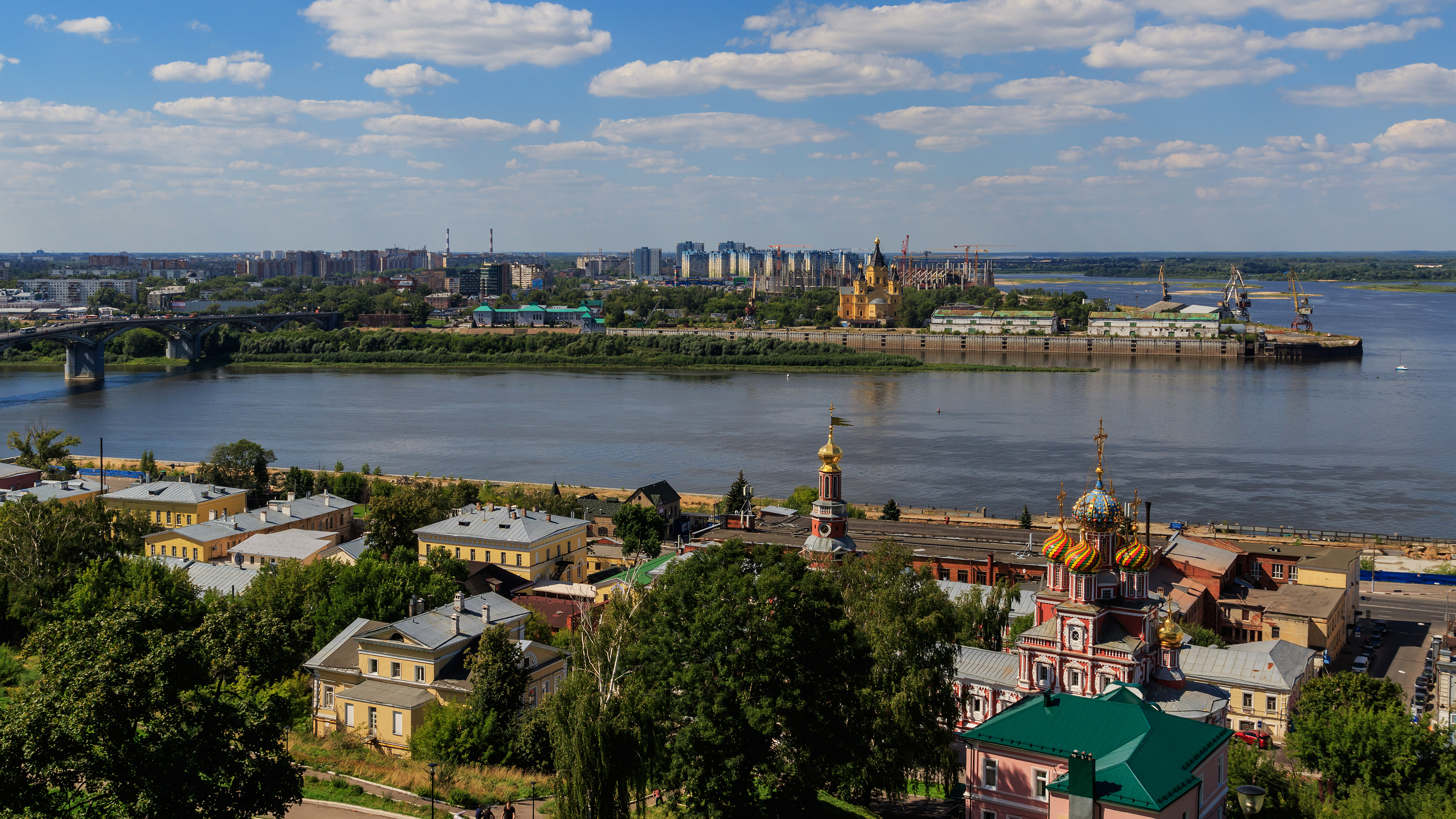
오카과 볼가의 합류

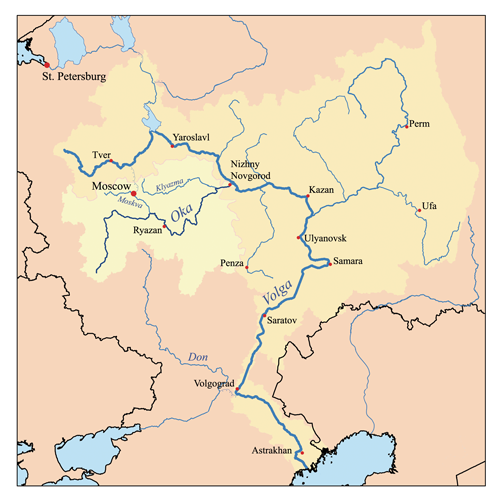

오카강(러시아어: Ока́)은 길이 1,480 km, 유역면적 24만 5000 km2인 볼가강 최대의 지류이다. 중앙러시아 고지(해발 고도 260 m)에서 발원한다. 이 강에 접해 있는 도시는 콜롬나·니즈니노브고로드·제르진스크·랴잔·오룔 등이다.